# Casalmorano
Casalmorano ist eine norditalienische Gemeinde (comune) mit 1678 Einwohnern (Stand 31. Dezember 2023) in der Provinz Cremona in der Lombardei. Die Gemeinde liegt etwa 19 Kilometer nordwestlich von Cremona. Der Kanal Naviglio Pallavicino liegt in der Gemeinde.

## Verkehr
Durch die Gemeinde führt die frühere Strada Statale 498 Soncinese von Seriate nach Cremona.